# Iron Biby
Iron Biby, de son vrai nom Cheick Ahmed al-Hassan Sanou, né le 20 avril 1992 à Bobo-Dioulasso, est un sportif Burkinabè.
Il porte le titre de l'homme le plus fort du monde après avoir soulevé une charge de 231 kg. Il est le premier Africain à remporter le championnat de Log Lift.

## Biographie

### Enfance et études
Surnommé Biby dès son jeune âge, Cheick Sanou s'est intéressé très tôt au sprint, à la gymnastique et au basket-ball.
À 17 ans, il fréquente l'Université de Moncton, au Canada, où il obtient un master en administration des affaires. La nuit, il travaille comme agent de sécurité de casino pour payer son logement et commence l'haltérophilie.

### Carrière
En 2013, à 21 ans, Biby participe et remporte sa première compétition de dynamophilie. Après ce succès, il reçoit le surnom Iron Biby,.

### Guinness Book
Iron Biby est le premier Burkinabè à figurer dans le Guinness Book des records, en 2018 d’abord puis en 2019, en soulevant 82 fois une personne de 60 kilos en une minute,.

## Prix et récompenses
- 2014 : 1ère place au championnat du monde de dynamophilie (classe junior) en 2014, à la fois en développé couché (217,5 kg) et en soulevé de terre (307,5 kg) à 22 ans[8].
- 2017 : 4e place Giants Live World Tour Finales Manchester 2017
- 2018 : Record d'Afrique 213 kg Lève-bûches Personal Best 2018
- 2018 : Champion du monde de log lift 2018 (213 kg)
- : 3e place aux championnats du monde juniors Ultimate Strongman [9]
- 2019 : 1ère place, log lift, Europe Strongest Man 2019 (220 kg)[10]
- 2019 : À égalité pour la 5e place des Giants Live World Tour Finals Manchester 2019[11]
- 2020 : Le 1er mars 2020, il a affiché un levage aérien non officiel de 240 kg (529 lb)[12]
- 2020 : Le 18 juillet 2020, il a affiché un levage aérien non officiel de 260 kg (573, 3 lb).
- 2021 : Axle Press de 217 kg/477,4 lb (record du monde) - Joué au Strongman Classic 2021 au Royal Albert Hall[13].
- 2021 : Détenteur du record du monde de log lift, levée de poids de 229 kg, SSE Hydro, Glasgow, 18 septembre 2021.
- 2021 : Log-lift de 229 kg/504,95 lb (Record du monde) - A joué lors de la finale de la tournée mondiale en direct des Giants 2021 en Écosse (Glasgow).
- 2023 : Le 21 octobre 2023 en Écosse, il est champion du monde en titre de Log Lift, en brisant son propre record de 218 kg, avec une charge de 230 kg[14].
- 2024 : Iron Biby bat son propre record avec un log lift à 231 kg[15],[16].

## Distinctions
- 2023 : Officier de l'ordre de l'Étalon[17]